# Tarczyny
Tarczyny – wieś w Polsce położona w województwie warmińsko-mazurskim, w powiecie działdowskim, w gminie Lidzbark.
Na przełomie XVI i XVII wieku należały do dóbr stołowych biskupów chełmińskich. 
W latach 1975–1998 miejscowość administracyjnie należała do województwa ciechanowskiego.
Na terenie wsi zachowały się ślady grodziska słowiańskiego.